# Piabarchus analis
Piabarchus analis är en fiskart som först beskrevs av Eigenmann, 1914.  Piabarchus analis ingår i släktet Piabarchus och familjen Characidae. Inga underarter finns listade i Catalogue of Life.